# محمدعلی رضوانی
محمدعلی رضوانی سیاست‌مدار ایرانی بود، که در  دوره بیست و یکم   بعنوان نماینده کاشان و نطنز در مجلس شورای ملی حضور داشت.